# Marsilea rajasthanensis
Marsilea rajasthanensis là một loài dương xỉ trong họ Marsileaceae. Loài này được K.M.Gupta mô tả khoa học đầu tiên năm 1962.
Danh pháp khoa học của loài này chưa được làm sáng tỏ. 